# George Kalkoa
Ati George Sokomanu (nombre original:George Kalkoa; 13 de enero de 1937) fue el primer presidente de la República de Vanuatu. Fue elegido presidente por el parlamento al acceder este país a la independencia el 30 de julio de 1980. Dimitió el 17 de febrero de 1984 al ser procesado por delitos fiscales, pero fue elegido semanas después por el parlamento para un periodo de cinco años. En diciembre de 1988 intentó destituir al primer ministro Walter Lini y sustituirlo por su sobrino Barak Sopé, pero el Tribunal Supremo de Vanuatu revocó la decisión al día siguiente. El Consejo Electoral lo destituyó el 12 de enero de 1989.
Anglófono y miembro del Vanua'aku Pati, cursó estudios secundarios durante los años 40 en Fiji, en Lelean Memorial School. 
Fue secretario General de la Comunidad del Pacífico entre 1993 y 1996. 
Recibió la Orden del Mérito de Vanuatu y la Orden del Imperio Británico